# Tallfjällknäppare
Tallfjällknäppare (Lacon conspersus) är en skalbaggsart som först beskrevs av Leonard Gyllenhaal 1808.  Tallfjällknäppare ingår i släktet Lacon, och familjen knäppare. Enligt den svenska rödlistan är arten nära hotad i Sverige. Arten förekommer i Götaland, Svealand, Nedre Norrland och Övre Norrland. Artens livsmiljö är skogslandskap.